# Świadkowie Jehowy w Hiszpanii
Świadkowie Jehowy w Hiszpanii – społeczność wyznaniowa w Hiszpanii (wraz z Wyspami Kanaryjskimi), należąca do ogólnoświatowej wspólnoty Świadków Jehowy, licząca w 2023 roku 122 061 głosicieli, należących do 1397 zborów. W 2023 roku na dorocznej uroczystości Wieczerzy Pańskiej zebrały się 201 792 osoby.
Biuro Oddziału, koordynujące działalność miejscowych głosicieli oraz Świadków Jehowy w Andorze i w Gibraltarze znajduje się w Torrejón de Ardoz pod Madrytem. Korzystają też z pięciu Sal Zgromadzeń, które znajdują się m.in. w Benidorm, Ajalvir i Barcelonie. Jedna z 27 wspólnot Świadków Jehowy na świecie, których liczebność przekracza 100 000 głosicieli.

## Historia

### Początki
Literaturę biblijną na język hiszpański rozpoczęto tłumaczyć w 1909 roku, a w 1916 roku zapoczątkowano regularną działalność kaznodziejską w tym kraju. Sporą ilość publikacji tego wyznania wysłał do Hiszpanii J.L. Mayer z Nowego Jorku. W 1920 roku Juan Muñiz, za namową Josepha F. Rutherforda powrócił ze Stanów Zjednoczonych do Hiszpanii, by tam zorganizować działalność kaznodziejską. Ale pomimo starań osiągnął skromne rezultaty, ponieważ ciągle śledziła go policja. W 1924 roku został przeniesiony do Argentyny.

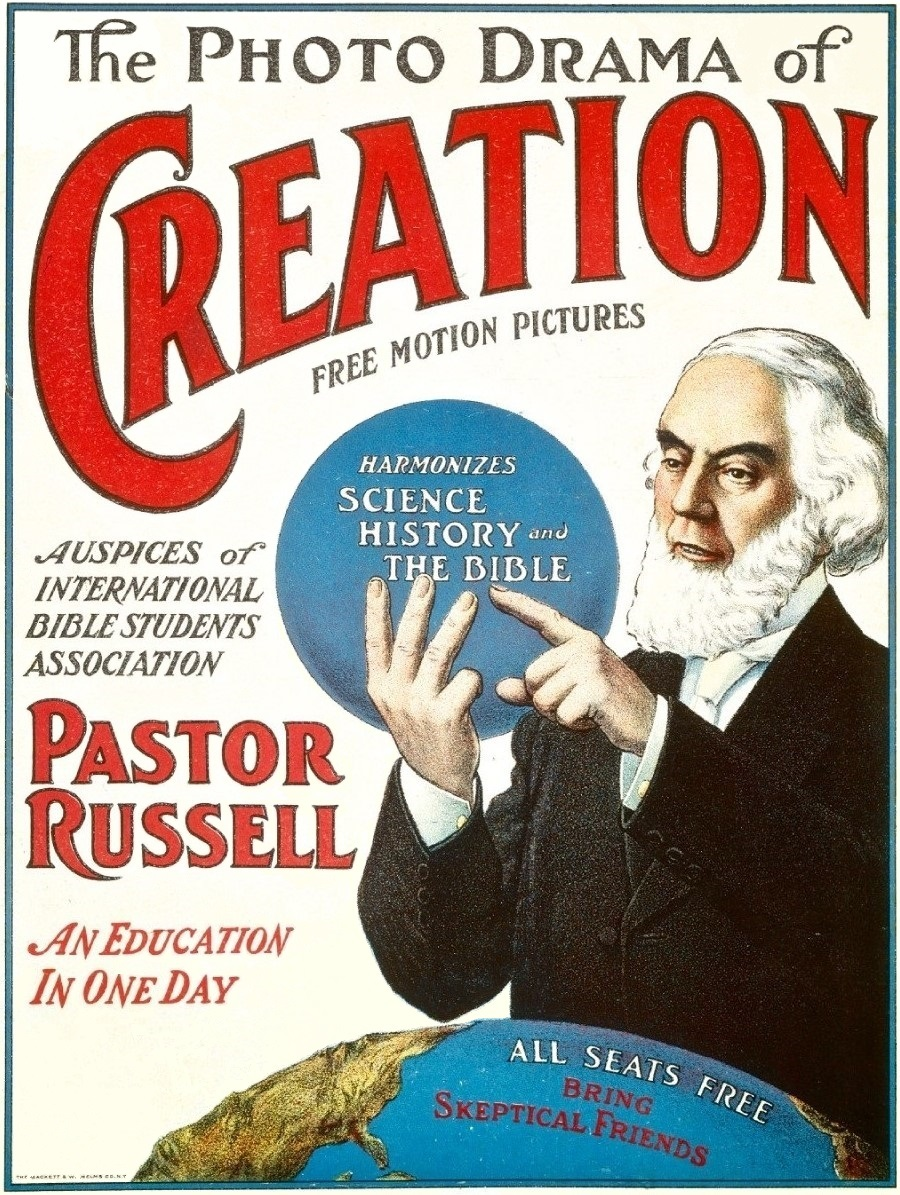
W latach 20. XX wieku rozpoczęto wyświetlanie Fotodramy stworzenia w hiszpańskich miastach

W latach 20. i 30. XX wieku działalność w Hiszpanii podjęli również niemieccy współwyznawcy. Należał do nich m.in. Willy Unglaube.
W roku 1925 współwyznawca z Kanady – George Young przybył do Hiszpanii, by kontynuować działalność. W Madrycie i Barcelonie zorganizowali serię przemówień Josepha F. Rutherforda, które opublikowano również w prasie hiszpańskiej, a w formie traktatu (ulotki) – rozesłano pocztą po całym kraju w nakładzie ponad 75 tysięcy egzemplarzy. W tym też roku w Madrycie otwarto biuro Towarzystwa Strażnica. W sierpniu 1925 w Madrycie ukazał się pierwszy numer europejskiego wydania czasopisma „La Torre del Vigía” w języku hiszpańskim (dzisiejszej „La Atalaya” – „Strażnicy”).

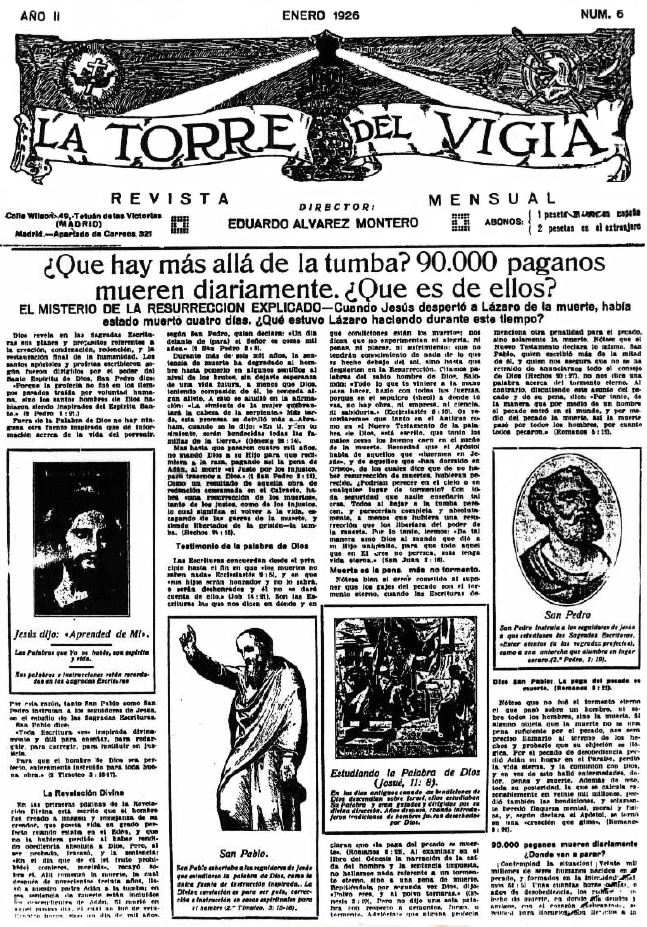
„Strażnica” [La Torre del Vigía]
w j. hiszpańskim wydanie madryckie
(styczeń 1926, rok II)

W 1926 roku rozpoczęto nadawanie audycji radiowych oraz wyświetlanie filmu Fotodrama stworzenia. Francisco Corzo i Máximo prowadzili działalność w prowincjach Alicante, Tarragona i Walencja, a Saturnino Fernández w innych prowincjach Katalonii. W roku 1927 w Hiszpanii było ponad 400 stałych czytelników „La Torre del Vigía”. Powstało kilka grup głosicieli, rozsianych po całym kraju (głównie w miastach: Madryt, Barcelona, Malaga i Huesca).
Wiosną 1930 do Hiszpanii z Litwy przeniesiono Herberta F. Gablera, który został mianowany nadzorcą oddziału. Utworzył on małą drukarnię i rozpoczął druk hiszpańskojęzycznej edycji czasopisma „Złoty Wiek” (obecnie Przebudźcie się!). Pierwsze wydanie osiągnęło nakład pół miliona egzemplarzy. W latach 30. XX wieku do pomocy w działalności przybyło kilkunastu brytyjskich współwyznawców (m.in. John Cooke i Eric Cooke), którzy działali w okolicach Bilbao. Powstały nowe grupy głosicieli w miastach: León, Palencia, Burgos, Valladolid, Salamanka, Segovia i w stolicy.

### Represje
W roku 1936 władze zamknęły Biuro Oddziału, a zagraniczni pionierzy musieli opuścić Hiszpanię. Od roku 1937 aresztowano kilkunastu młodych głosicieli, ponieważ odmówili służby wojskowej w oddziałach militarnych gen. Franco podczas wojny domowej. Niektórzy z nich zostali skazani na śmierć. Pierwszym z nich był Antonio Gargallo, który w roku 1937 został rozstrzelany w Saragossie. Od tego czasu działalność prowadzona była w podziemiu. W lipcu 1936 roku O.E. Rosselli, który powrócił ze Stanów Zjednoczonych, rozpoczął działalność na Wyspach Kanaryjskich. 2 lutego 1939 roku wszystkie religie niekatolickie w Hiszpanii zostały uznane za nielegalne.
W 1946 roku władze hiszpańskie ponownie rozpoczęły prześladowania Świadków Jehowy. Kler katolicki wywierał presję na urzędników świeckich, by zahamować rozwój działalności głoszenia. Przerywano zebrania zborowe Świadków Jehowy. Wydalono ich misjonarzy. W roku 1948 działało 34 głosicieli, większość należała do zboru w Barcelonie. W ośmiu miastach odbywały się zebrania zborowe.
W latach 1947, 1952, 1953, 1955 i 1957 w Hiszpanii zorganizowano spotkanie z przybyłymi przedstawicielami Biura Głównego Świadków Jehowy.
W roku 1949 zanotowano liczbę 53 głosicieli, dwa lata później – 121. W 1954 roku przekroczono liczbę 300 głosicieli. Do roku 1956 miejscowi głosiciele kilkakrotnie spotkali się z odmową prawnej rejestracji ich związku wyznaniowego. W roku 1956 w Hiszpanii było 514 głosicieli, głównie w Madrycie, Barcelonie, Walencji oraz w Palma de Mallorca. W 1958 roku liczba głosicieli przekroczyła 1000 osób.
Przybyłych na przełomie lat 40. i 50. XX wieku misjonarzy Szkoły Gilead w roku 1960 wydalono z kraju. Nastąpiły masowe aresztowania Świadków Jehowy. Nadal potajemnie organizowano zebrania religijne i prowadzono działalność kaznodziejską. W roku 1959 minister Camilo Alonso Vega nakazał policji przystąpić do „rozbicia” działalności Świadków Jehowy. Byli oni osadzani w więzieniach pod zarzutem naruszania duchowej jedności kraju. W latach 1950–1970 za samo studiowanie Biblii we własnym domu ścigano, karano grzywną i więziono mężczyzn, kobiety, a nawet dzieci. Młodzi mężczyźni spędzili ponad 10 lat w więzieniach wojskowych za odmowę służby wojskowej. W latach 50. XX w. pierwsi Świadkowie Jehowy w Galicji w czasie zakazu działalności organizowali zebrania w spichrzach (hórreo), większe zgromadzenia w lasach. W roku 1955 w Hiszpanii działało około 3000 głosicieli.
W roku 1952 pojawili się pierwsi głosiciele na Balearach, w 1959 roku na Wyspach Kanaryjskich, a w roku 1969 w północnoafrykańskich enklawach hiszpańskich.
W 1964 roku liczba głosicieli w całym kraju przekroczyła 3600, a w roku 1966 – 4300. W następnych latach w kraju zaczęto organizować potajemne zgromadzenia, a niektórym udawało się uczestniczyć w zgromadzeniach za granicą, m.in. we Francji, Włoszech oraz w Szwajcarii i Belgii.
W latach 60. XX wieku w zamku de Santa Catalina w Kadyksie więziono około 300 Świadków Jehowy. Byli oni wielokrotnie sądzeni i skazywani za odmowę pełnienia służby wojskowej. W dniach od 24 października do 17 grudnia 2017 roku, na zamku urządzono wystawę pod hasłem: „Prawda uczyniła ich wolnymi”, którą otworzył burmistrz José María González. Przedstawia ona postawę tych więźniów. W otwarciu wzięło udział kilkudziesięciu głosicieli więzionych na zamku za czasów dyktatury Francisco Franco. Również w więzieniach Al-Ujun i Villa Cisneros (w Saharze Zachodniej) oraz w Rostrogordo w Melilli, przebywali młodzi hiszpańscy Świadkowie Jehowy, odbywający kary więzienia za odmowę pełnienia służby wojskowej. Prowadzili tam nieoficjalną działalność kaznodziejską, dzięki czemu niektórzy więźniowie przyjęli ich wierzenia. Zagraniczni głosiciele wydaleni z Hiszpanii rozpoczęli działalność w Maroku.
W 1961 roku na łamach „Przebudźcie się!” opisano brutalne prześladowania hiszpańskich Świadków Jehowy. Z całego świata do miejscowych władz napłynęły tysiące listów protestacyjnych. Ponad 500 takich listów napisali członkowie Senatu Stanów Zjednoczonych, a prawie 400 deputowani do Kongresu i do parlamentów stanowych. Listy protestacyjne napisali również m.in. parlementarzyści brytyjscy i kanadyjscy oraz duchowni protestanccy.
Przed rokiem 1960 hiszpańscy Świadkowie Jehowy rozpoczęli działalność w Andorze. W 1962 roku przeniosła się tam pewna rodzina z Barcelony i zaczęła prowadzić regularne głoszenie nauk Świadków Jehowy.

### Uznanie prawne i rozwój działalności

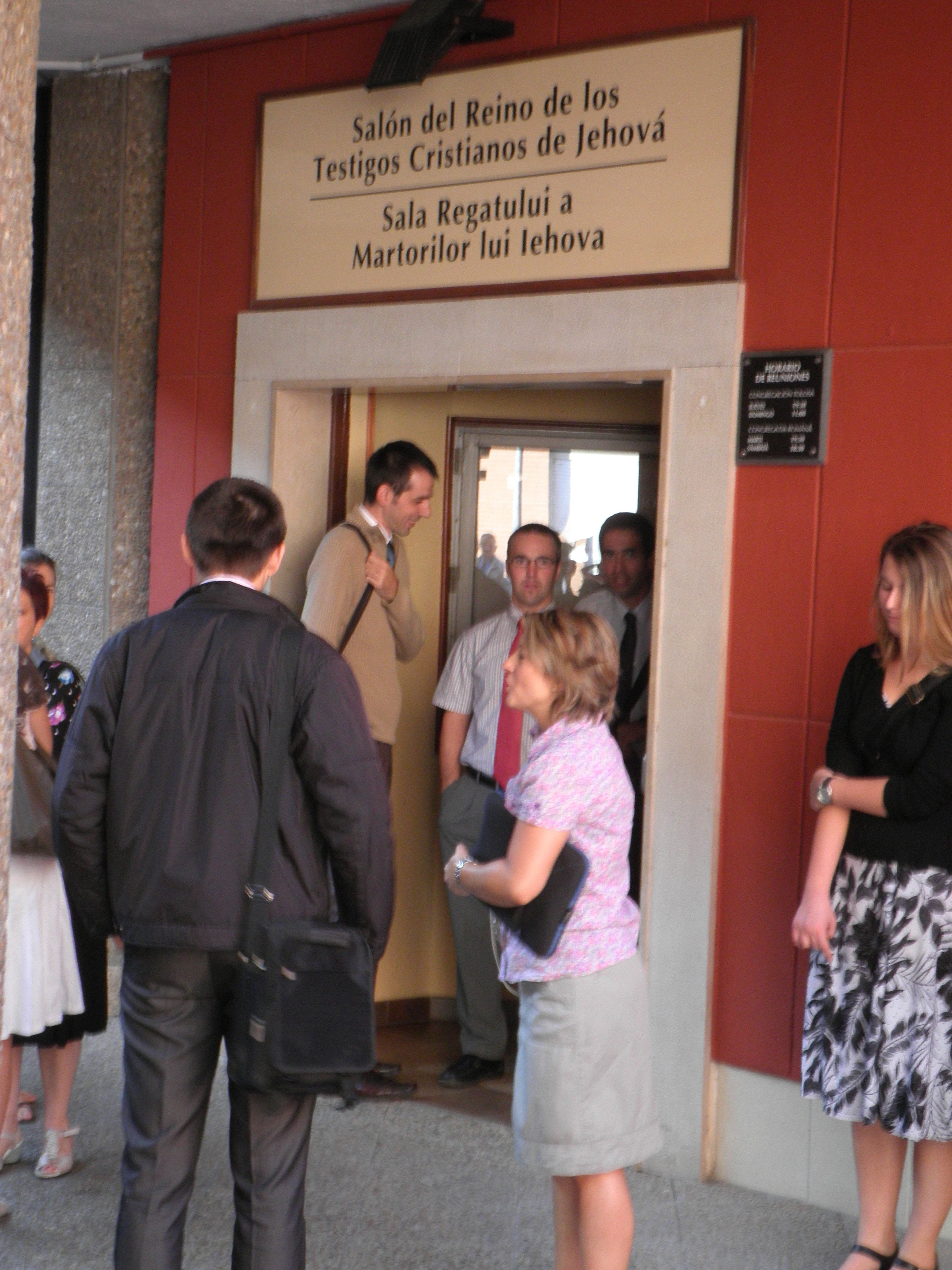
Jedna z Sal Królestwa (Tolosa)

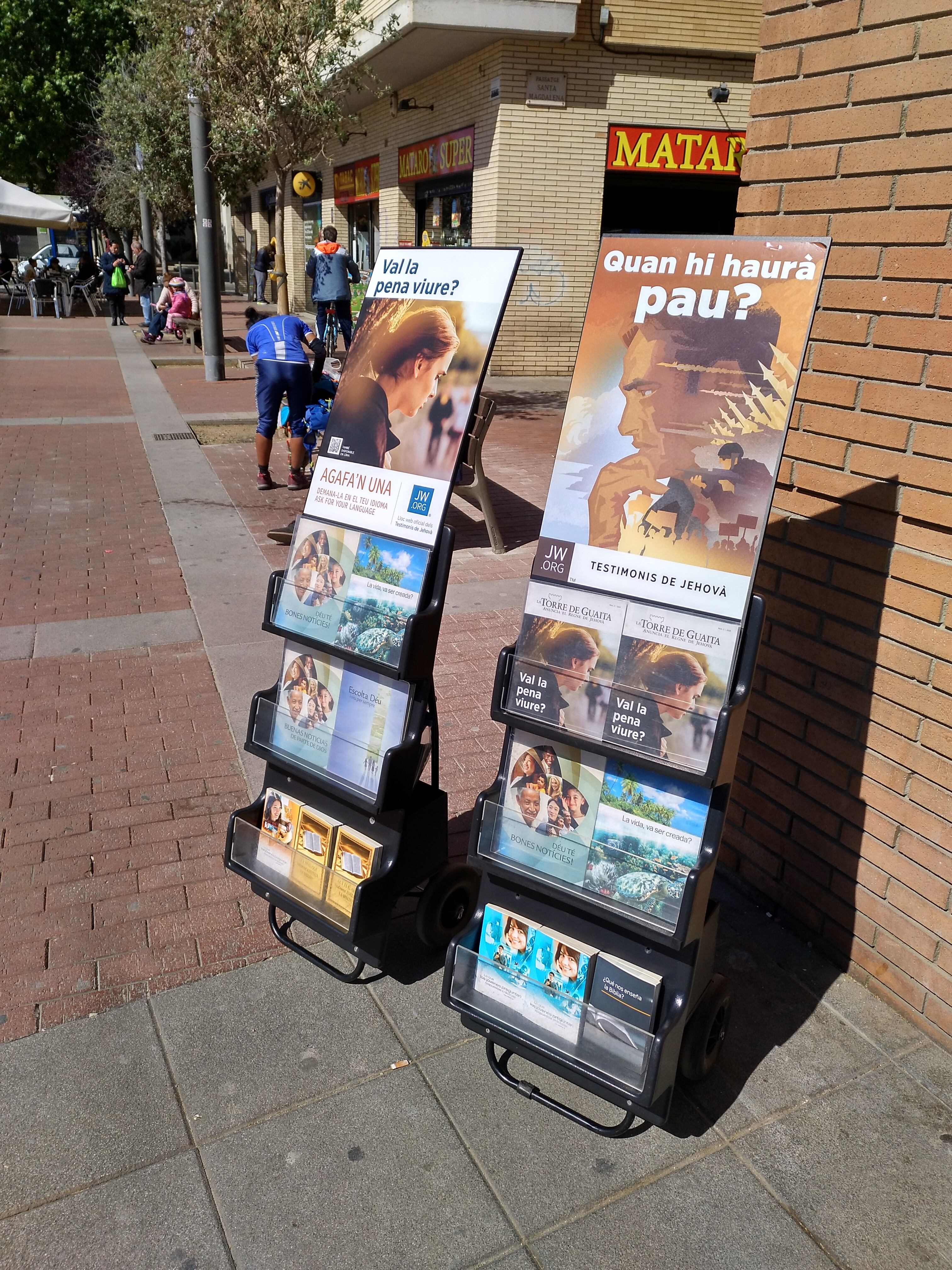
Publiczna działalność kaznodziejska z publikacjami Świadków Jehowy w języku katalońskim

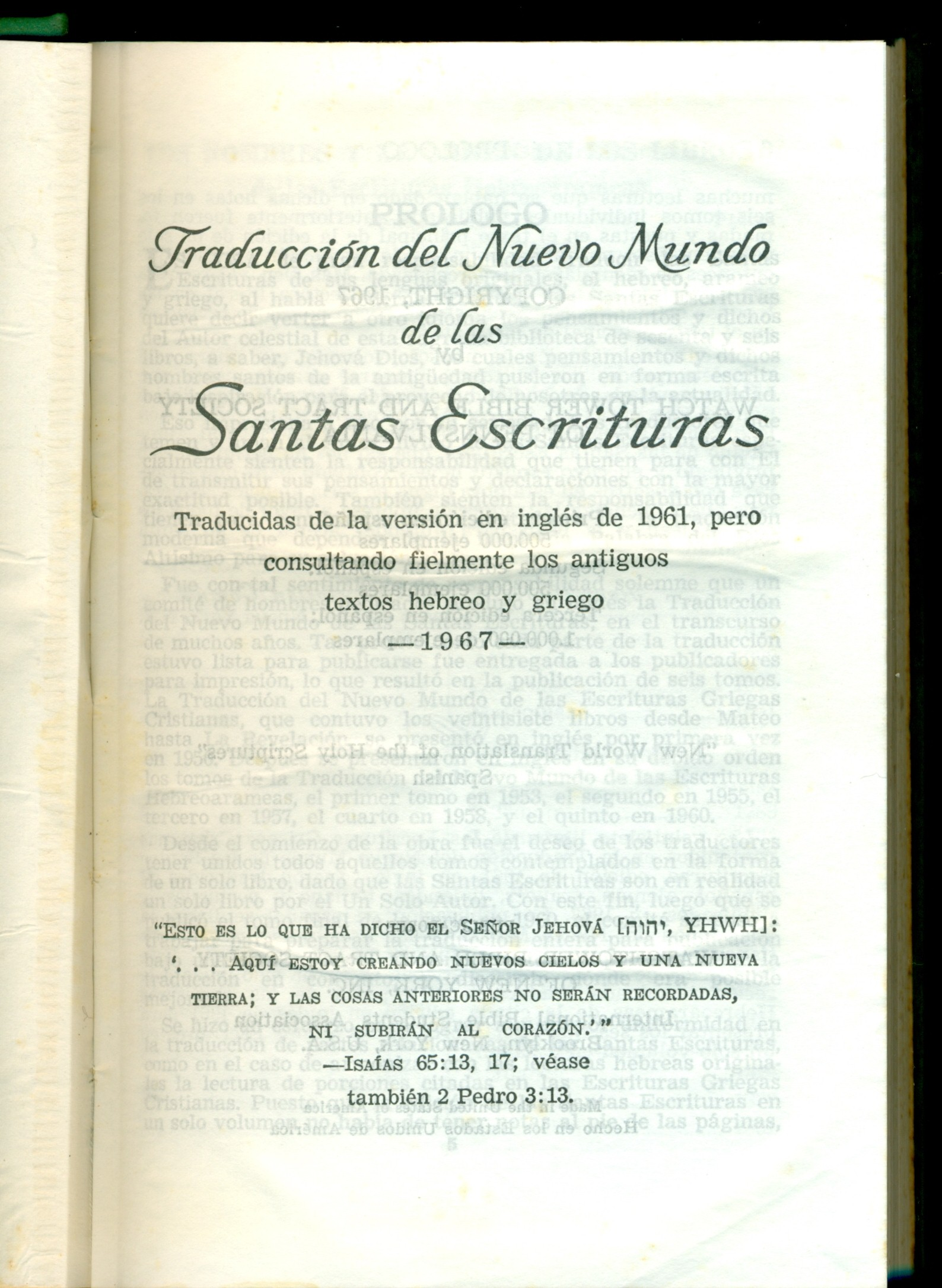
Pismo Święte w Przekładzie Nowego Świata (wyd. hiszpańskojęzyczne z 1967 roku)

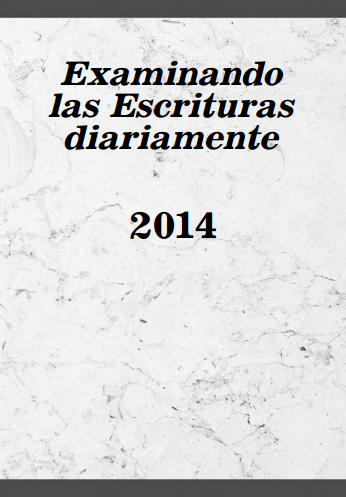
„Codziennie badanie Pism” – jedna z publikacji Świadków Jehowy – w języku hiszpańskim

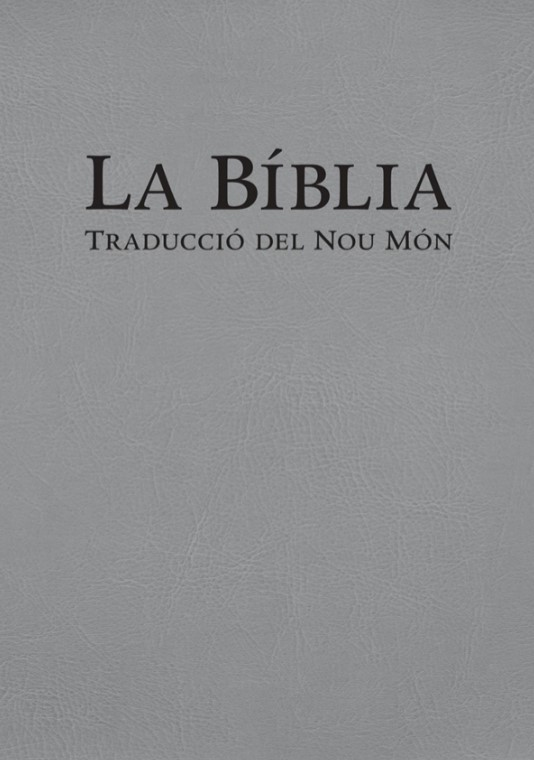
Pismo Święte w Przekładzie Nowego Świata (wyd. katalońskojęzyczne z 2022 roku)

#### Lata 70. i 80.
10 lipca 1970 roku władze hiszpańskie zarejestrowały prawnie działalność Świadków Jehowy w tym kraju. Otwarto 482 Sale Królestwa oraz Sale Zgromadzeń. 2 czerwca 1972 roku otwarto Biuro Oddziału. W dniach od 2 do 6 sierpnia 1978 roku w Fira de Barcelona odbył się kongres pod hasłem „Zwycięska wiara”. Uczestniczyły w nim 54 283 osoby. W 1982 roku otwarto Biuro Oddziału z drukarnią (rozbudowane w 1998 roku). 

#### Lata 90.
Liczba głosicieli wzrosła z 50 tysięcy w roku 1982 do 100 tysięcy w roku 1995.
W lutym 1996 roku w okolicach Bailén w wypadku autobusowym zginęło 26 Świadków Jehowy. Na ich pogrzeb przybyło kilka tysięcy osób – w tym przedstawiciele hiszpańskiego rządu. W marcu 1998 roku z okazji wizyty członka Ciała Kierowniczego na dwóch stadionach – Camp Nou w Barcelonie i na madryckim Estadio Vicente Calderón – zebrało się przeszło 120 tysięcy osób.

#### XXI wiek
Od 2003 roku Biuro Oddziału zorganizowało 48 kursów w 10 językach (również w j. polskim), w których początkowo prowadzona była działalność kaznodziejska i zebrania zborowe.
W roku 2003 w Barcelonie, Madrycie i Sewilli oddbył się kolejny kongres międzynarodowy, pod hasłem „Oddajcie chwałę Bogu”. W roku 2010 działalność kaznodziejską prowadziło 112 810 głosicieli.
W 2013 roku Świadkowie Jehowy w Hiszpanii odwiedzali 68 zakładów karnych, w których prowadzili bezpłatne studium Biblii z około 600 więźniami.
W październiku 2015 roku delegacja Świadków Jehowy z Hiszpanii uczestniczyła w kongresie specjalnym pod hasłem „Naśladujmy Jezusa!” na Malcie, a w lipcu 2017 roku w kongresie specjalnym pod hasłem „Nie poddawaj się!” w Mediolanie. W lipcu 2018 roku w Tbilisi w Gruzji odbył się kongres specjalny pod hasłem „Bądź odważny!” z udziałem delegacji z Hiszpanii.
29 maja 2013 roku hiszpańskojęzyczny Dział Tłumaczeń przeniesiono z Portoryko do nowego domu na terenie hiszpańskiego Biura Oddziału. W dziale tym znalazły się osoby z różnych krajów hiszpańskojęzycznych o odmiennej kulturze i historii: z Argentyny, Gwatemali, Hiszpanii, Kolumbii, Meksyku, Portoryko, Salwadoru, Stanów Zjednoczonych, Urugwaju i Wenezueli.
Od 2015 roku ponad 10 500 ochotników będących Świadkami Jehowy brało udział w 70 budowach lub remontach Sal Królestwa.
5 listopada 2016 roku ogłoszono wydanie Chrześcijańskich Pism Greckich w Przekładzie Nowego Świata (Nowy Testament) w języku katalońskim.
16 grudnia 2018 roku w Madrycie ogłoszono wydanie Ewangelii według Mateusza i Jana w Przekładzie Nowego Świata w hiszpańskim języku migowym.
Od 19 do 21 lipca 2019 roku w Madrycie odbył się kongres międzynarodowy pod hasłem „Miłość nigdy nie zawodzi!”. Uczestniczyło w nim 52 516 osób, w tym 6300 zagranicznych delegatów z 64 krajów. 19 lipca 2019 roku Gerrit Lösch, członek Ciała Kierowniczego ogłosił wydanie zrewidowanej wersji Pisma Świętego w Przekładzie Nowego Świata w języku hiszpańskim. Niektóre części programu były transmitowane do 11 miejsc w Hiszpanii, w których odbywały się kongresy regionalne. W latach 1967–2019 wydrukowano około 62 miliony egzemplarzy „Pisma Świętego w Przekładzie Nowego Świata” w języku hiszpańskim, którym posługuje się ponad 2 550 000 głosicieli na świecie. W 2019 roku delegacje z Hiszpanii uczestniczyły w kongresach międzynarodowych w Argentynie, Ekwadorze, Meksyku, Portugalii i Stanach Zjednoczonych.
2 kwietnia 2022 roku Alberto Rovira, członek hiszpańskiego Komitetu Oddziału, w internetowym przekazie na żywo, ogłosił wydanie Pisma Świętego w Przekładzie Nowego Świata w języku katalońskim. Językiem tym posługuje się 2327 głosicieli w 32 zborach w kilku regionach w Hiszpanii i w Andorze. Od maja do października 2022 roku liczba bezpłatnych kursów biblijnych wzrosła o 4%. W połowie października 2023 roku w byłym więzieniu La Modelo w Barcelonie otwarto trzymiesięczną wystawę pt. „Więzieni z powodu sumienia”. Została poświęcona historii Świadków Jehowy, którzy odmówili służby wojskowej ze względu na sumienie przekonania i z tego powodu od latach 30. do lat 70. XX wieku byli uwięzieni.
17 września 2024 roku Wielka Izba Europejskiego Trybunału Praw Człowieka w Strasburgu przyznała odszkodowanie pacjentce, która jest wyznawczynią Świadków Jehowy. Mimo że, ze względów religijnych, kilkakrotnie sprzeciwiała się wykonaniu u niej transfuzji, lekarze ją przeprowadzili. Sąd uznał, że stanowiło to naruszenie prawa do poszanowania życia prywatnego i rodzinnego oraz wolności myśli, sumienia i wyznania i przyznał jej odszkodowanie.
W 2024 roku delegacje z Hiszpanii brały udział w kongresach specjalnych pod hasłem „Głośmy dobrą nowinę!” w Bułgarii, Chile, Paragwaju i Stanach Zjednoczonych.
W listopadzie zorganizowano pomoc humanitarną głównie dla głosicieli poszkodowanych przez powódź w południowo-wschodniej części Hiszpanii.
Zebrania zborowe są organizowane w ponad 30 językach (m.in. w angielskim, arabskim, bambara, baskijskim, bengalskim, bułgarskim, chińskim (mandaryńskim), duńskim, fińskim, francuskim, galicyjskim, hindi, hiszpańskim, hiszpańskim migowym, japońskim, katalońskim, koreańskim, nepalskim, niemieckim, norweskim, pendżabskim, polskim, portugalskim, pular, rosyjskim, rumuńskim, szwedzkim, tagalskim, tarifit, twi, ukraińskim, urdu, walenckim i włoskim).
Kongresy odbywają się w kilku językach: angielskim, arabskim, bułgarskim, chińskim, duńskim, francuskim, hiszpańskim, hiszpańskim migowym, katalońskim, niemieckim, polskim, portugalskim, rosyjskim i rumuńskim.
W hiszpańskim Biurze Oddziału literatura biblijna jest tłumaczona na język baskijski, galicyjski, hiszpański, kataloński, walencki oraz na hiszpański język migowy. Transkrybuje się też hiszpańskojęzyczne publikacje na brajla. Na koniec 2025 roku zaplanowano zakończenie projektu renowacyjnego Biura Oddziału.

## Zbory polskojęzyczne
Zbory polskojęzyczne działają w miastach Móstoles (koło Madrytu) i San Isidro (Teneryfa, Wyspy Kanaryjskie). Do roku 2021 grupy polskojęzyczne działały w miastach: Barcelona, Benidorm, Burriana, Moguer i Tarragona. Zbory i grupy polskojęzyczne zostały przydzielone do obwodu polskojęzycznego: EU Polish 1C. Program kongresów odbywających się do roku 2019 w stolicy był tłumaczony na język polski. Zgromadzenia obwodowe w języku polskim odbywały się w Sali Królestwa w Ajalvir.